# Dana Pyritz
Dana Pyritz (n. 31 august 1970, Kühlungsborn, Republica Democrată Germană, Germania) este o canotoare ce a reprezentat Germania, medaliată olimpică. A participat la 2 ediții ale Jocurilor Olimpice (1992, 1996) în care a câștigat o medalie de bronz.